# Fayalit
Fayalit (Fe2SiO4) là khoáng vật cuối dãy olivin giàu sắt. Tương tự như tất cả các khoáng vật thuộc dãy olivin, fayalit kết tinh ở hệ trực thoi (nhóm không gian Pbnm) với độ dài ô a 4,82 Å, b 10,48 Å và c 6,09 Å.

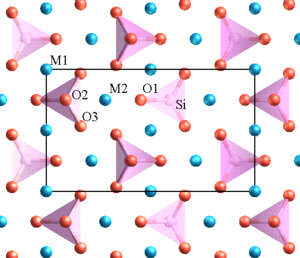
Cấu trúc nguyên tử của fayalit nhìn dọc theo trục a. Oxy màu đỏ, silic màu hồng, và sắt màu xanh. Hình chiếu của ô mạng được biểu diễn bởi hình chữ nhật đen.

Olivin giàu sắt là thành phần tương đối phổ biến trong đá magma axit và base như đá thủy tinh, rhyolit, trachyt,  phonolit và syenit thạch anh nơi mà nó gắn kết với amphibol. Nó thường xuất hiện ở trong đá xâm nhập và phun trào siêu mafic, ít phổ biến hơn ở đá xâm nhập fensic, hiếm thấy ở đá granit pegmatit. Nó cũng xuất hiện ở lithophysae ở đá thủy tinh. Nó cũng xuất hiện ở các trầm tích giàu sắt đã bị biến chất nhiệt dịch ở mức trung bình và trong đá cacbonat không tinh khiết.
Fayalit bền với thạch anh ở áp suất thấp, trong khi olivin giàu magnesi thì không, bởi vì phản ứng olivin + thạch anh = orthopyroxen. Sắt làm cho cặp olivin + thạch anh bền. Áp suất và sự phụ thuộc thành phần của phản ứng có thể được sử dụng để tính toán sức ép của áp lực mà tại đó olivin + thạch anh có thể hình thành.
Fayalit cũng có thể phản ứng với oxy để tạo ra magnetit + thạch anh: ba khoáng vật này cùng nhau tạo ra chất đệm oxy "FMQ". Phản ứng được sử dụng để điều khiển tính khó bắt của oxy trong thí nghiệm ở phòng thí nghiệm. Nó cũng có thể được sử dụng để tính độ khó bắt giữ của oxy ghi lại được trong tập hợp khoáng vật trong quá trình biến chất và magma.
Tên gọi faylit được bắt nguồn từ đảo Faial (Fayal) ở Açores nơi mà nó được mô tả lần đầu vào năm 1840.

## Tham chiếu
1. 1 2  http://rruff.geo.arizona.edu/doclib/hom/fayalite.pdf Handbook of Mineralogy
2. 1 2  http://www.mindat.org/min-1458.html Mindat.org

- Deer, W. A., Howie, R. A., and Zussman, J. (1992). An introduction to the rock-forming minerals (2nd ed.). Harlow: Longman ISBN 0-582-30094-0